# آتیکوس میچل
 آتیکوس میچل (انگلیسی: Atticus Mitchell؛ زادهٔ ۱۶ مهٔ ۱۹۹۳) یک هنرپیشه اهل کانادا است. وی از سال ۲۰۰۹ میلادی تاکنون مشغول فعالیت بوده‌است. 